# Hans största frestelse
Hans största frestelse (engelska: Lady Windermere's Fan) är en amerikansk romantisk dramakomedifilm från 1925 i regi av Ernst Lubitsch. Filmen är baserad på Oscar Wildes pjäs Solfjädern från 1892. I huvudrollerna ses Ronald Colman, Irene Rich, May McAvoy och Bert Lytell. År 2002 valdes filmen ut för att bevaras i National Film Registry av USA:s kongressbibliotek då den anses vara ”kulturellt, historiskt eller estetiskt betydelsefull”.

## Rollista i urval
- Ronald Colman – Lord Darlington
- May McAvoy – Lady Windermere
- Bert Lytell – Lord Windermere
- Irene Rich – Mrs. Erlynne
- Edward Martindel – Lord Augustus Lorton
- Carrie Daumery – Hertiginnan av Berwickliams